# Thermus aquaticus
Thermus aquaticus — вид грам-негативних бактерій, відомий своєю здатністю витримувати високі температури. Thermus aquaticus є одним з кількох термофілів в групі Deinococcus-Thermus. Завдяки цьому з нього була виділена теплостійка ДНК-полімераза Taq, що зараз широко використовується для проведення полімеразної ланцюгової реакції і є одним з найважливіших ферментів в молекулярній біології. Ця бактерія мешкає в гарячих джерелах Єллоустонського національного парку та інших подібних регіонах, зокрема у гейзерах за температурами понад 55 °C. Бактерія була відкрита Томасом Броком і Хадсоном Фрізом (Hudson Freeze) в районі Великих Фонтанів Єлоустоунського парку.

## Біологічні властивості

### Морфологія і метаболізм
T. aquaticus — грам-негативна паличкоподібна бактерія. Не утворює капсул і спор, частина штамів рухомі та мають джгутики. На сонячному світлі продукує різноманітні пігменти. Екстремально-термофільний хемоорганогетеротроф, аероб, розвивається при температурі вище за 55 °C (оптимальною є температура 70 °C). Мешкає в гарячих джерелах, гейзерах, два штами було виділено з гарячої водопровідної води.

### Геном
Геном T. aquaticus штаму HB27 представлений кільцевою хромосомою розміром 1894877 пар основ і мегаплазмідою pTT27 розміром 232605 пар основ. Відмічена велика схожість геному T. aquaticus з геномом мезофільного організму Deinococcus radiodurans. Продовжується секвенування і аналіз геному T. aquaticus штаму Y51MC23, розмір хромосоми якого становить 2340768 пар основ, хромосома містить 2570 генів, з яких 2520 кодують білки, вміст ГЦ становить 68 %. T, aquaticus штаму NTU103 має плазміду pTA103 розміром 1965 пар основ, яка реплікується за принципом «кільця, що котиться». T. aquaticus вражається бактеріофагом IN93, геном якого представлений дволанцюжковою кільцевою молекулою ДНК розміром 19603 пар основ.

## Термостабільні ферменти
T. aquaticus є екстремально-термофільною бактерією, тому її ферменти термостабільні й не інактівіруются при підвищених температурах. Деякі ферменти T. aquaticus (рестриктаза Taq1 і особливо полімераза Taq) активно використовуються як інструменти для молекулярно-біологічних та генетичних досліджень.

### Альдолази
Спочатку не було зрозумілим, як T. aquaticus може виживати в екстремальних температурних умовах, тому необхідно було детально вивчити ферменти T. aquaticus, зокрема як вони уникають денатурації у таких високих температурах. Одними з перших досліджених ферментів T. aquaticus були альдолази.

### РНК-полімераза
Першою полімеразою, виділеною з T. aquaticus, була РНК-полімераза (транскриптаза), вперше отримана в 1974 році. Пізніше були проведені кристалографічні дослідження даного ферменту, а потім з нього була створена рекомбінантна РНК-полімераза, призначена для молекулярно-біологічних досліджень транскрипції.

### Taq1-рестриктаза
Рестріктаза Taq1 (Taq1-рестриктаза) була одним з перших ферментів T. aquaticus, що використовувався для молекулярно-біологічних досліджень. Її ділянка рестрикції — TCGA.

### Taq полімераза
Полімераза Taq була вперше виділена в 1976 році. Перевагами цієї полімерази для біотехнології у порівнянні з полімеразами інших організмів є здатність працювати при підвищених температурах (оптимум 72-80 °C) і можливість отримувати цю полімеразу в чистому вигляді. У 1986 році Кері Малліс вирішив використовувати полімеразу Taq для розробленої їм в 1983 році полімеразної ланцюгової реакції (ПЛР) з огляду на те, що ця полімераза витримувала високу (94—96 °C) температуру, необхідну для денатурації ДНК, через що не було необхідності вносити нову порцію дорогої ДНК-полімерази після кожного циклу ампліфікації. Пініше ген полімерази Taq був клонований і модифікований з метою отримати високоефективний комерційний продукт. Ця полімераза гомологічна ДНК-полімеразі I (pol I) Escherichia coli.
Полімераза Taq також обмежено використовується в секвенуванні ДНК, але зважаючи на велику кількість пимилок (через відсутність 3'-5' екзонуклеазної активності) у секвенуванні й при точному аналізі частіше використовується полімераза Pfu з архєї Pyrococcus furiosus (хоча полімераза AmpliTaqR має перевагу перед Pfu полімеразою через більш високу процесивність).